# Tasiocera jubata
Tasiocera jubata är en tvåvingeart som först beskrevs av Alexander 1936.  Tasiocera jubata ingår i släktet Tasiocera och familjen småharkrankar. Inga underarter finns listade i Catalogue of Life.